# Бункермуз

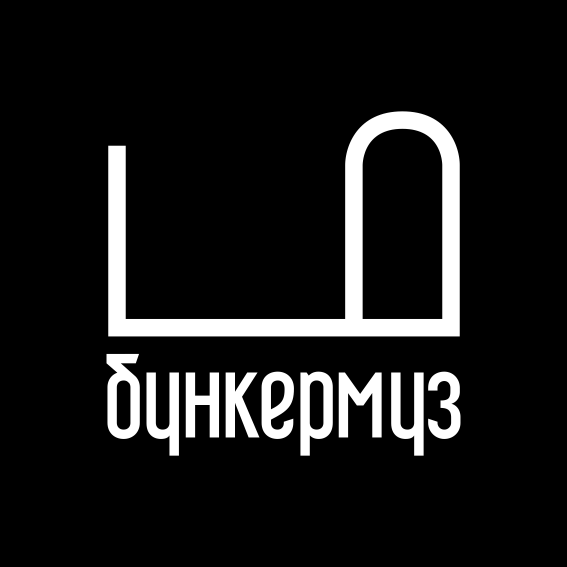
Логотип галереї та однойменного закладу

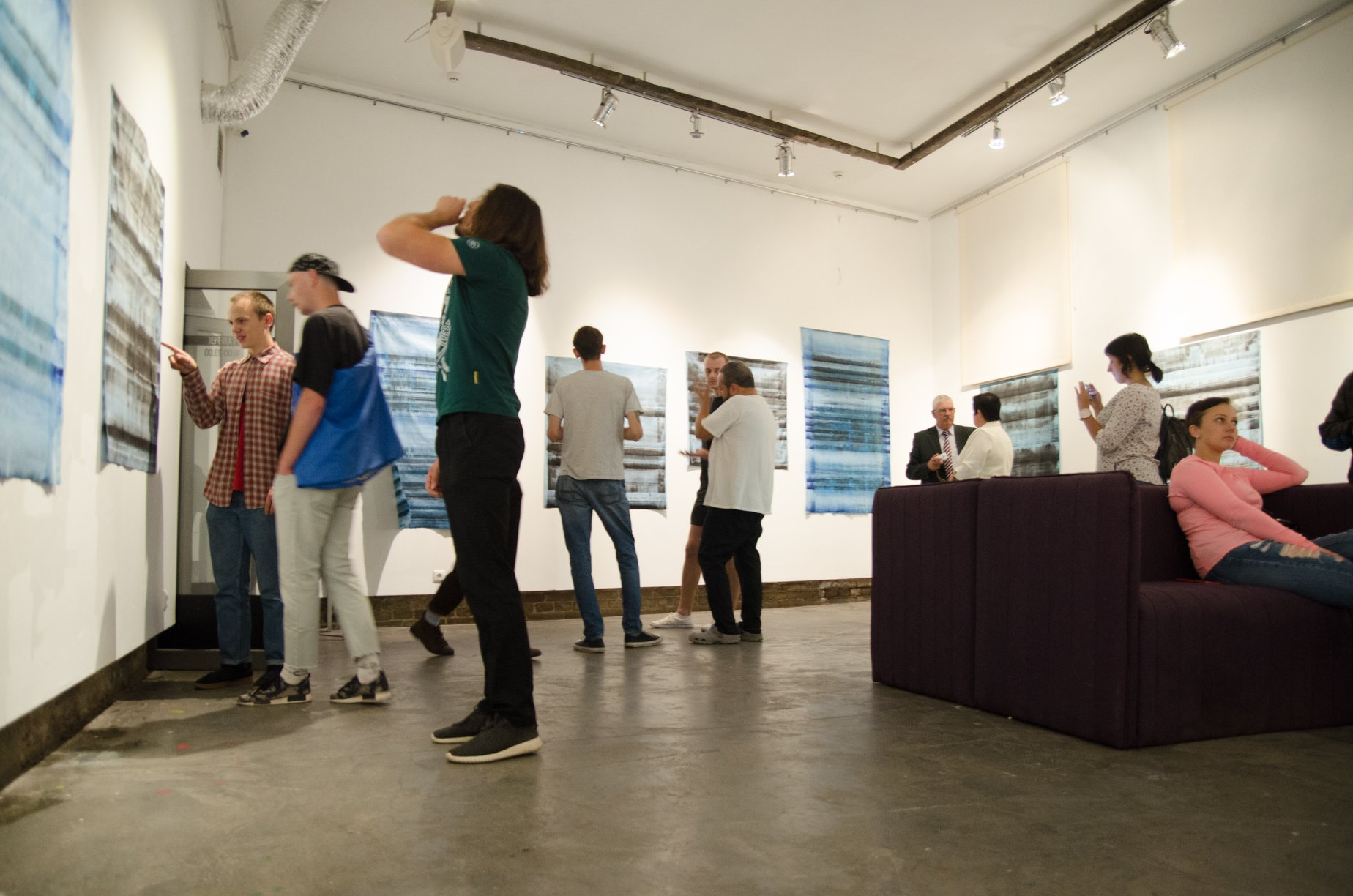
Відкриття виставки у галереї Бункермуз

Бункермуз (Bunkermuz) -  галерея сучасного мистецтва у Тернополі, приватна культурна інституція.

## Історія
Галерея "Бункермуз" відкрилася виставкою постмодерністського художника Дмитра Стецька "Вітрила часу" 22 листопада 2013 року. Це була перша персональна виставка митця-нонконформіста у рідному місті.
Але відкриттю в оновленому вигляді передувала діяльність неформальної галереї "Штуки" у цьому ж місці у 2011-2012 роках. У "Штуках" проходили виставки, літературні зустрічі, музично-поетичні вечори.  Після реставрації та реконструкції галерея відкрилася при однойменному барі-ресторані.
Ідея назви Бункермуз належить барду та діячу культури Олександру Смику: галерея розташовується у підвалі та за задумом мала стати вмістилищем різножанрових мистецтв: танцю, музики, співу, театру, образотворчого мистецтва.

## Розташування
Галерея "Бункермуз" розташована у центрі Тернополя за адресою бульв. Шевченка, 1, у будинку колишньої польської народної школи TSL -  „Towarzystvo Szkoły Ludowej”.
Будівля зведена у 1911 році є однією з небагатьох вцілилих пам'яток архітектури міста. Мальовничий італійський дворик Бункермузу було відреставровано з ініціативи та коштом засновників галереї у 2014 році.
У 1913 році в цій споруді відкрили Подільський музей, який потім став регіональним. У роки Першої світової війни тут розташовувався російський військовий шпиталь, а фонди музею значно постраждали. У 1925 році діяльність музею відновили, але незабаром він переїхав у Новий замок. До Другої світової війни тут діяли різні освітні установи — приватна жіноча гімназія, торговельний технікум. У 1946 році сюди з Чорткова переїхали обласні установи комуністичної партії, і до 1990-х розміщалася редакція тогочасного партійно-радянського органу — газети „Вільне життя”, створеної в 1939-му.
Зараз тут також розташовуються офіси міської адміністрації.

## Діяльність
Галерея заснована креативними підприємцями Ігорем Мамусом і Олегом Макогоном, її діяльність курується Мистецьким об'єднанням "Коза", директор - Ярослав Качмарський.
Співпрацює з митцями України, Польщі, Чехії, Німеччини, Іспанії. Основні художники: Дмитро Стецько, Анатоль Федірко, Сергій Гай, Володимир Чорнобай, Григорій Лоїк, Віталій Довгасенко, Вольт Агапєєв.
Організовує пленери, інтервенції у навколишній простір та мікро-революції.
Окрім виставок, які змінюються регулярно двічі на місяць, тут проходять мистецтвознавчі та суспільно-політичні лекції (зокрема, виступали Вахтанг Кіпіані, Ярослав Грицак, Оксана Кісь, Олесь Доній, Остап Дроздов та ін.), кінопокази, презентації, творчі вечори тощо. Цим продовжується певна спадкоємність культурної діяльності, яка провадилася у TSL та Подільському музеї.
У 2018 і 2019 роках галерея єдина з тернопільських інституцій представлена на престижному міжнародному арт-ярмарку Kyiv Art Fair.

## Виставки
2013
- Дмитро Стецько. Вітрила часу

2014
- 3-16/01/2014 – Виставка робіт з іконописного пленеру "Замлиння - 2013"
- 17-30/01/2014  – Олег Сусленко. Трололо
- 7-20/02/2014 – Польський джазовий плакат з колекції Кшиштофа Дидо
- 28/02 – 16/03/2014 – Остап Лозинський. Малярство
- 17-28/03/2014 - Володимир Чорнобай. Пікуй. Органічні структури.
- 29/03-11/04/2014 – Альона Токовенко. Process
- 11-25/04/2014 – Тетяна Кашкарова. REBIRTH
- 26/04-09/05/2014 - Out of wall. Graffity
- 10-24/05/2014 – Аліна Гаєва. Очима дитини
- 24/05-6/06/2014 - Виставка коміксів з колекції Григорія Трачука
- 7-20/06/2014 – Юрій Боринець. Чача
- 27/06-18/07/2014  Ігор Нерус. Кольори нашого часу
- 20-22/07/2014 – Дмитро Куровський. Mixed media. Живопис графіка колаж
- 22/07-08/08/2014 – Олена Горголь. Земля
- 9-21/08/2014 Володимир Драчинський. Альт Артенатива.
- 22-29/08/2014 – Артем Прут. Hydra
- 30/08-16/09/2014 – Мирослав Вайда. Зимно
- 19.09-1.10/2014 – Юрій Коваль та Ярослав Футимський. Ландшафти. Ґрунти.
- 2/10/2014 –  Маргарита Поляковська. Шизофреничний шлях претендента
- 3-16/10/2014 – Лесь Панчишин. Сила
- 17-30/10/2014 – Микола Джичка. Музи у Бункермузі
- 31/10 – 6/11/2014 – Майдан очима польських фотографів
- 7-20/11/2014 - Ігор Романко. Малярство
- 28/11-11/12/2014 – Григорій Лоїк. Революція. Форма та зміст
- 12-22/12/2014 – Микола Мамчур. Ковчег Радості
- 22/12/2014 – 8/01/2015 – Виставка робіт з IV Міжнародного пленеру іконопису у Замлинні

2015
- 10-22/01/2015 - Павло Ярмолик. Ключі від щастя
- 24/01-5/02/2015 - Сергій Декалюк. І будуть люди.
- 6-19/02/2015 – Віталій Кравець. Мазок
- 21/02-5/03/2015 - Микола Джичка, Сергій Григорян. Весняно-польові роботи
- 6-19/03/2015 - Богдан Кухарський. Скульптура. Арт-об’єкти
- 20/03-02/04/2015 – Сергій Дубовик. Неможливий Нью-Йорк
- 3-16/04/2015 - Григорій Лоїк. АТО війна?
- 17-24/04/2015 – Якуб Шимчук. Ближче до неба. Виставка фотографії
- 24-26/04/2015 - Відкриття виставки Function [генератив-геометрія-гліч]. В рамках міжнародного фестивалю електронної музики та медіамистецтва «Гамселить». Куратор – Олександр Долгий, учасники: Ірина Костишина, Антон Лапов, Юлія Бугаєва, Євген Ващенко, Саша Долгий.
- 8-21/05/2015 – Альона Токовенко, Тетяна Кашкарова, Олена Хом’якова та Ельміра Сідяк. Збудливість-Провідність.
- 22/05 - 4/06/2015 – Віталій Довгасенко. Ми
- 5-18/06/2015 - Антон Синиця. Простір
- 19-25/06/2015 – Виставка без концепції
- 26/06-9/07/2015 - Олена Пронькіна. Метод наближення
- 17-30/07/2015 - Олеся Казнох. Моє ремесло
- 31/07 – 13/08/2015 - Олег Сусленко. Проєкт «Сістерз»
- 14-25/08/2015 - Петро Буяк. Пригоди пана Потоцького у Станиславові
- 26/08-10/09/2015 - Владислав Новаковський. Позитивне мислення
- 18/09 – 8/10/2015 – Гагік Кургінян. Доброго ранку, Сайгоне!
- 24/09/2015 – Фотовиставка Тамти Гугушвілі – Україна в портретах
- 9-21/10/2015 - Іван Семесюк. Ukrainian dreams. Виставка текстилю
- 3-23/10/2015– Ліланд Беті. Що кажуть дерева?
- 29/10-12/11/2015 – Андрій Антоновський, Володимир Білик. Надужиття. Перформанс
- 11-24/12/2015 - Карина Арутюнян «Метаморфози» та Іштван Кус «Моя полонина».
- 30/12/2015-13/01/2016 - Набутки галереї Бункермуз

2016
- 16-29/01/2016 - Микита Цой. Аперцепція
- 5-25/02/2016 - Вихід. 5 років галереї сучасного сакрального мистецтва ICONART
- 26/02-10/03/2016 - Трансформовані моменти походження.
- 11-24/03/2016 - Оксана Пиж. Пострадянська
- 25/03-3/04/2016 - Віталій Довгасенко. Блакитна лінія
- 4-21/04/2016 - Олена Смага. Еммануель
- 22-24/04/2016 – Виставка "Гамселить"
- 3-12/05/2016 - Сергій Прудько. Ноезис
- 13-26/05/2016 - Сергій Григорян. Freakлектика 18+
- 27/05-9/06/2016 - Наталя Дідик. Feminite du bois
- 25/06-8/07/2016 - Анна Золотнюк. Memento
- 22/07-4/08/2016 - Аліна Гаєва. Рабство
- 12-28/08/2016 - Пилип Ніколаєв. Назовні те, що позаду
- 2-22/09/2016 - Соломія Ковтун. Лінія горизонту
- 23/09-7/10/2016 - Ліланд Беті. Плин
- 14-28/10/2016 - Марія Романишин. Адаптація
- 4-24/11/2016 – Андрій Хір. Забобони
- 25/11-12/12/2016 – Валерія Тарасенко. Морський космос
- 16-30/12/2016 - Олег Кіналь. Дорога в дитинство

2017
- 4-19/01/2017 – Виставка сакрального мистецтва «Боже милосердя»
- 20/01-2/02/2017 – THE room. 15 поглядів із середини кімнати. Виставка арт-об’єктів
- 12/02-2/03/2017 – Іван Драган
- 3-23/03/2017 – Сергій Гай
- 31/03-20/04/2017 - Роман Громов. Дмитро Ерліх. Відродження. Доброчесність. Версія
- 20-27/04/2017 Сигнал. Учасники виставки: Мітя Чуріков, Ірина Костишина, Аліна Якубенко, Саша Долгий, KoToUtka, Tenpoint, Blck box, Юрій Єфанов, Ula Julia, Дана Косміна, Євген Ващенко, Tenpoint
- 19/05-8/06/2017 – Епоха майстрів.
- 16-28/06/2017 – Ревіталізація
- 30/06-19/07/2017 – Ігор Твердохліб. Дно
- 20/07-10/08/2017 – Юлія Верста. Кімната. Фотовиставка
- 11-31/08/2017 – Ярина Мовчан. Проникнення
- 1-19/09/2017 - Іштван Кус. Війна заради миру
- 22/09-12/10/2017 - Ліланд Беті. Невловиме літо
- 13/10-2/11/2017 - Денис Струк.
- 3-22/11/2017  - Данило Мовчан. На папері
- 23/11-7/12/2017 - Маріанна Вахняк. Тепло. Кераміка і живопис
- 21/12/2017 - 4/01/2018 Володимир Чорнобай. Павучки

2018
- 19/01 - 8/02/2018 - Богдана Давидюк. Lemon не лице
- 9/02-1/03/2018 - Микола Сорока. ВІзуальні інтонації
- 2-15/03/2018 - Анна Петушинська. Живопис
- 16-30/03/2018 - Володимир Костирко. Художник і модель
- 20-26/04/2018 - Ілюзія. Виставка медіамистецтва у рамках фестивалю "Гамселить". Учасники: Аліна Якубенко, Вольт Агапєєв, Дана Косміна, Дарія Вештак, Дарія Кузьмич, Ірина Костишина, Карина Лазарук, Мітя Чуріков, Наталка Дяченко, Олександр Совтисік, Саша Долгий, Ula Julia
- 27/04-16/05/2018 Наталя Заставна. Живопис
- 18/05-7/06/2018 Ростислав Грабар. Фіксація
- 8-28/06/2018 - Віталій Агапєєв. Перетин.
- 29/06-13/07/2018 - Ольга Баландюх. Простір[6]
- 20/07-16/08/2018 - Богдан Кухарський. Пошук
- 17/08-6/09/2018 - Денис Метелін. Втрачений рай
- 7-26/09/2018 - KBA Rapida 105 + DTL Hina. BLUE and BLACK and BLUE & BLACK
- 27/09 - 11/10/2018 - Тим часом в іншому місці. Століття чеського коміксу
- 12/10-1/11/2018 - Сергій Декалюк. Радість і печаль
- 2-22/11/2018 – Настя Кулик і Дарія Текуч. Біла виставка
- 23/11-14/12/2018 – Наталя Дідик
- 13/12-02.01.2019 - Мірта Бобан. Про важливе

2019
- Михайло Барабаш. Про-СВІТ
- Міхал Пєтшак. Об'єкти
- Андрій Пілат. Виставка номер три.
- HENYK.BLACK
- Богдан Сокур. Голод
- Суперзараз. Виставка в рамках фестивалю Гамселить.
- Анатолій Дністровий. Пейзажі
- Тарас Кеб. Де мій дім?
- Олена Якимова. PluraliaTantum
- Дмитро Куровський. Захисна плівка
- Вартан Маркар'ян. Пробираючись тільки пошепки
- Розширення ландшафту. Виставка учасників Літньої резиденції NVAIR.
- Дмитро Красний. Як я провив минулого лютого
- Євгенія та Ольга Антонова, Альона Шибунова. Форма відчуттів.
- Ярослав Леонець. Відблиск
- Пікнік на узбіччі. Учасники: Руслан Тремба, Василь Кадар, Володимир Ульянов, Олексій Динник, Тарас Табака.
- Олена Каїнська. Світло приходить з тиші.
- Сергій та Ілля Школяри. УНІsON

2020
- Ярослав Станчак. Дерева
- Соломія Бутковська, Микола Дмітрух, Сергій Музика. Три візії
- Анна Миронова. Край